# Петър Николов (БКП)
Вижте пояснителната страница за други личности с името Петър Николов.
Петър Николов Петров е български политик от БКП.

## Биография
Роден е на 8 март 1937 г. в монтанското село Долно Церовене. Член е на БКП от 1961 г. Завършва право в Софийския университет, а след това и Академията за обществени науки при ЦК на КПСС в Москва. Бил е секретар и първи секретар на Окръжния комитет на ДКМС. От 1966 г. секретар на Общинския комитет на БКП в Дългоделци. Известно време е инструктор в отдел „Организационен“ в ОК на БКП в Монтана. В два периода е секретар на Окръжния комитет на БКП в Монтана (1971 – 1974; 1978 – 1984). Между 1974 и 1978 г. е инспектор в ЦК на БКП. От 1984 г. е първи секретар на ОК на БКП в Монтана. От 1981 до 1990 г. е кандидат-член на ЦК на БКП.